# Laraesima brunneoscutellaris
Laraesima brunneoscutellaris es una especie de escarabajo longicornio perteneciente a la tribu Compsosomatini, de la subfamilia Lamiinae, orden Coleoptera.
Mide 6,8-10,9 mm de longitud. El período de vuelo para ejemplares adultos se presenta durante los meses de abril y noviembre.
En la Academia de Ciencias de California, en San Francisco, Estados Unidos, se encuentra un ejemplar de la especie.

## Taxonomía
Se atribuye su descripción al entomólogo húngaro Friedrich F. Tippmann, quien la citó por primera vez en 1960. La especie aparece registrada en la sección Studien über neotropische Longicornier - III (Coleoptera : Cerambycidae) de Koleopterologische Rundschau, (1–6): 82–218, p. 14, f. 35, publicada por Tippmann Friedrich, F. en 1960.

## Distribución
Se distribuye por América del Sur, específicamente en Brasil.